# 筑紫郡

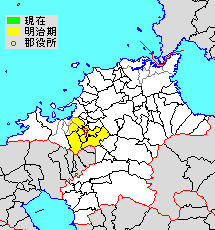
福岡県筑紫郡の位置

筑紫郡（ちくしぐん）は福岡県にあった郡。

## 郡域
1896年（明治29年）に行政区画として発足した当時の郡域は、下記の区域にあたる。
- 福岡市
  - 博多区の全域
  - 南区の一部（概ね平和、寺塚、柳河内、皿山、花畑、屋形原、鶴田以東）
  - 東区の一部（概ね馬出・東浜）
- 春日市・大野城市・太宰府市・筑紫野市・那珂川市の全域

## 歴史
- 明治29年（1896年）

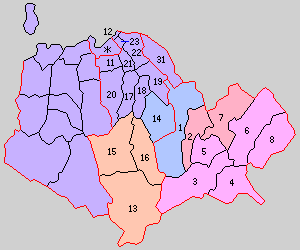
1.大野村 2.水城村 3.山口村 4.筑紫村 5.二日市町 6.御笠村 7.太宰府町 8.山家村 11.警固村 12.豊平村 13.南畑村 14.春日村 15.岩戸村 16.安徳村 17.三宅村 18.曰佐村 19.那珂村 20.八幡村 21.住吉村 22.堅粕村 23.千代村 31.席田村（紫：福岡市 桃：筑紫野市 赤：太宰府市 橙：那珂川市 青：合併なし ＊：発足時の福岡市）

  - 4月1日 - 郡制の施行のため、御笠郡・那珂郡・席田郡の区域をもって発足。以下の町村が所属。（2町20村）
    - 旧・御笠郡（2町6村） - 大野村（現・大野城市）、水城村（現・太宰府市）、山口村、筑紫村、二日市町、御笠村（現・筑紫野市）、太宰府町（現・太宰府市）、山家村（現・筑紫野市）
    - 旧・那珂郡（13村） - 警固村、豊平村（現・福岡市）、南畑村（現・那珂川市）、春日村（現・春日市）、岩戸村、安徳村（現・那珂川市）、三宅村、曰佐村、那珂村、八幡村、住吉村、堅粕村、千代村（現・福岡市）
    - 旧・席田郡（1村） - 席田村（現・福岡市）

  - 7月1日 - 郡制を施行。郡役所が大野村雑餉隈に設置。
- 明治44年（1911年）6月1日 - 住吉村が町制施行して住吉町となる。（3町19村）
- 大正元年（1912年）10月1日（4町17村）
  - 警固村が福岡市に編入。
  - 千代村が町制施行して千代町となる。
- 大正2年（1913年）10月1日 - 堅粕村が町制施行して堅粕町となる。（5町16村）
- 大正4年（1915年）4月1日 - 豊平村が分割し、一部（豊富・堅粕）が福岡市に、残部（金平）が堅粕町にそれぞれ編入。（5町15村）
- 大正11年（1922年）6月1日 - 住吉町が福岡市に編入。（4町15村）
- 大正12年（1923年）4月1日 - 郡会が廃止。郡役所は存続。
- 大正15年（1926年）
  - 4月1日 - 八幡村が福岡市に編入。（4町14村）
  - 7月1日 - 郡役所が廃止。以降は地域区分名称となる。
- 昭和3年（1928年）
  - 4月1日 - 堅粕町が福岡市に編入。（3町14村）
  - 5月1日 - 千代町が福岡市に編入。（2町14村）
- 昭和8年（1933年）
  - 4月1日 - 席田村が福岡市に編入。（2町13村）
  - 4月5日 - 三宅村が福岡市に編入。（2町12村）
- 昭和15年（1940年）4月17日 - 那珂村が町制施行して那珂町となる。（3町11村）
- 昭和25年（1950年）10月1日 - 大野村が町制施行して大野町となる。（4町10村）
- 昭和28年（1953年）1月1日 - 春日村が町制施行して春日町となる。（5町9村）
- 昭和29年（1954年）10月1日 - 曰佐村が福岡市に編入。（5町8村）
- 昭和30年（1955年）
  - 3月1日（5町3村）
    - 太宰府町・水城村が合併して（新生）太宰府町が発足。
    - 二日市町・御笠村・筑紫村・山口村・山家村が合併して筑紫野町が発足。

  - 4月5日 - 那珂町が福岡市に編入。（4町3村）
- 昭和31年（1956年）4月1日 - 南畑村・安徳村・岩戸村が合併して那珂川町が発足。（5町）
- 昭和47年（1972年）4月1日（2町）
  - 筑紫野町が市制施行して筑紫野市となり、郡より離脱。
  - 春日町が市制施行して春日市となり、郡より離脱。
  - 大野町が市制施行・改称して大野城市となり、郡より離脱。
- 昭和57年（1982年）4月1日 - 太宰府町が市制施行して太宰府市となり、郡より離脱。（1町）
- 平成30年（2018年）10月1日 - 那珂川町が市制施行して那珂川市となり、郡より離脱。同日筑紫郡消滅。日本における平成最後の郡消滅となった。

### 変遷表
| 明治22年以前 | 旧郡   | 明治29年2月26日 | 明治29年 - 明治45年  | 大正1年 - 大正15年                  | 昭和1年 - 昭和19年         | 昭和20年 - 昭和34年          | 昭和35年 - 昭和64年              | 平成1年 - 現在       | 現在     |
| ------------ | ------ | --------------- | -------------------- | ----------------------------------- | -------------------------- | ---------------------------- | -------------------------------- | -------------------- | -------- |
|              | 席田郡 | 席田村          | 席田村               | 席田村                              | 昭和8年4月1日 福岡市に編入 | 福岡市                       | 福岡市                           | 福岡市               | 福岡市   |
|              |        | 福岡市          | 福岡市               | 福岡市                              | 福岡市                     | 福岡市                       | 福岡市                           | 福岡市               | 福岡市   |
|              | 那珂郡 | 警固村          | 警固村               | 大正1年10月1日 福岡市に編入         | 福岡市                     | 福岡市                       | 福岡市                           | 福岡市               | 福岡市   |
|              | 那珂郡 | 住吉村          | 明治44年5月31日 町制 | 大正11年6月1日 福岡市に編入         | 福岡市                     | 福岡市                       | 福岡市                           | 福岡市               | 福岡市   |
|              | 那珂郡 | 八幡村          | 八幡村               | 大正15年4月1日 福岡市に編入         | 福岡市                     | 福岡市                       | 福岡市                           | 福岡市               | 福岡市   |
|              | 那珂郡 | 豊平村          | 豊平村               | 大正4年4月1日 福岡市に編入 （豊富） | 福岡市                     | 福岡市                       | 福岡市                           | 福岡市               | 福岡市   |
|              | 那珂郡 | 豊平村          | 豊平村               | 大正4年4月1日 堅粕町に編入 （金平） | 昭和3年4月1日 福岡市に編入 | 福岡市                       | 福岡市                           | 福岡市               | 福岡市   |
|              | 那珂郡 | 堅粕村          | 堅粕村               | 大正2年10月1日 町制                 | 昭和3年4月1日 福岡市に編入 | 福岡市                       | 福岡市                           | 福岡市               | 福岡市   |
|              | 那珂郡 | 千代村          | 千代村               | 大正1年10月1日 町制                 | 昭和3年5月1日 福岡市に編入 | 福岡市                       | 福岡市                           | 福岡市               | 福岡市   |
|              | 那珂郡 | 三宅村          | 三宅村               | 三宅村                              | 昭和8年4月5日 福岡市に編入 | 福岡市                       | 福岡市                           | 福岡市               | 福岡市   |
|              | 那珂郡 | 曰佐村          | 曰佐村               | 曰佐村                              | 曰佐村                     | 昭和29年10月1日 福岡市に編入 | 福岡市                           | 福岡市               | 福岡市   |
|              | 那珂郡 | 那珂村          | 那珂村               | 那珂村                              | 昭和15年4月17日 町制       | 昭和30年4月5日 福岡市に編入  | 福岡市                           | 福岡市               | 福岡市   |
|              | 那珂郡 | 南畑村          | 南畑村               | 南畑村                              | 南畑村                     | 昭和31年4月1日 那珂川町      | 那珂川町                         | 平成30年10月1日 市制 | 那珂川市 |
|              | 那珂郡 | 岩戸村          | 岩戸村               | 岩戸村                              | 岩戸村                     | 昭和31年4月1日 那珂川町      | 那珂川町                         | 平成30年10月1日 市制 | 那珂川市 |
|              | 那珂郡 | 安徳村          | 安徳村               | 安徳村                              | 安徳村                     | 昭和31年4月1日 那珂川町      | 那珂川町                         | 平成30年10月1日 市制 | 那珂川市 |
|              | 那珂郡 | 春日村          | 春日村               | 春日村                              | 春日村                     | 昭和28年1月1日 町制          | 昭和47年4月1日 市制              | 春日市               | 春日市   |
|              | 御笠郡 | 大野村          | 大野村               | 大野村                              | 大野村                     | 昭和25年10月1日 町制         | 昭和47年4月1日 市制改称 大野城市 | 大野城市             | 大野城市 |
|              | 御笠郡 | 太宰府町        | 太宰府町             | 太宰府町                            | 太宰府町                   | 昭和30年3月1日 太宰府町      | 昭和57年4月1日 市制              | 太宰府市             | 太宰府市 |
|              | 御笠郡 | 水城村          | 水城村               | 水城村                              | 水城村                     | 昭和30年3月1日 太宰府町      | 昭和57年4月1日 市制              | 太宰府市             | 太宰府市 |
|              | 御笠郡 | 二日市町        | 二日市町             | 二日市町                            | 二日市町                   | 昭和30年3月1日 筑紫野町      | 昭和47年4月1日 市制              | 筑紫野市             | 筑紫野市 |
|              | 御笠郡 | 山口村          | 山口村               | 山口村                              | 山口村                     | 昭和30年3月1日 筑紫野町      | 昭和47年4月1日 市制              | 筑紫野市             | 筑紫野市 |
|              | 御笠郡 | 筑紫村          | 筑紫村               | 筑紫村                              | 筑紫村                     | 昭和30年3月1日 筑紫野町      | 昭和47年4月1日 市制              | 筑紫野市             | 筑紫野市 |
|              | 御笠郡 | 御笠村          | 御笠村               | 御笠村                              | 御笠村                     | 昭和30年3月1日 筑紫野町      | 昭和47年4月1日 市制              | 筑紫野市             | 筑紫野市 |
|              | 御笠郡 | 山家村          | 山家村               | 山家村                              | 山家村                     | 昭和30年3月1日 筑紫野町      | 昭和47年4月1日 市制              | 筑紫野市             | 筑紫野市 |

## 行政
歴代郡長
| 代 | 氏名     | 就任年月日               | 退任年月日                | 備考                   |
| -- | -------- | ------------------------ | ------------------------- | ---------------------- |
| 1  |          | 1896年（明治29年）4月1日 |                           |                        |
|    | 猪野鹿次 | 1920年（大正9年）9月     |                           |                        |
|    |          |                          | 1926年（大正15年）6月30日 | 郡役所廃止により、廃官 |

郡長を務めた主な人物
- 小野隆助